# دورثي داندريج
دورثي جين داندريج (نوفمبر  9, 1922 – سبتمبر 8, 1965) كانت ممثلة مسرح وأفلام ومغنية وراقصة. وهي غالبا معروفة بكونها أول ممثلة أفريقية-أمريكية لادائها في عام 1954 لفيلم كارمن جونز 
دورثي قدمت أداء كمطربة في أماكن مثل نادي القطن ومسرح أبولو. في بدايات مهنتها أدت كجزء من The Wonder Children. وفيما بعد في الأخوات باندريدج. وأظهرت نجاحًا في الأفلام. في عام 1959 رشحت لـ جائزة الغولدن غلوب لفيلم  Porgy and Bess. وكانت موضوع HBO   في فيلم السيرة الذاتية عام 1999 . تزوجت داندريج وتطلقت لمرتين. المرة الأولى من هارولد نيكولاس (أب طفلتها هارولين سوزن) والمرة الثانية لمالك فندق جاك دينسن. توفيت داندريج في ظروف غاممضة في سن الثانية والاربعين
.

## النشأة
ولدت ورثي جين داندريج فيي نوفمبر 9, 1922في كليفلاند ، أوهايو، الولايات المتحدة الأمريكية. لفنان طموح روبي داندريج وسيرل داندريج. روبي صنع أغنية لفتاتيه الصغيرتين فيفان ودورثي تحت اسم The wonder children . الأختين قامتا بجولات في جنوب الولايات المتحدة لما يقارب الخمسة سنوات (نادرًا ماذهبتا إلى المدرسة) بينما كان روبي يعمل ويؤدي في كليفلاند

## الحياة الشخصية
تزوجت داندريج الراقص والفنان هارولد نيكولاس في 6 سبتمبر ,1942. وأنجبت ابنتها الوحيدة هارولين سوزن نيكولات في 2 سبتمبر 1943 ولسوء الحظ هارولين كانت مصابة بتلف في الدماغ . وبسبب متاعب العلاقة الزوجين انفصلا في أكتوبر 1951.

## الأعمال المسرحية
- Swingin' the Dream (1939)
- Meet the People (1941)
- Jump for Joy (1941)
- Sweet 'n' Hot (1944)
- Crazy Girls (1952)
- West Side Story (1962)
- Show Boat (1964)

## وصلات خارجية
- دورثي داندريج على موقع IMDb (الإنجليزية)
- دورثي داندريج على موقع الموسوعة البريطانية (الإنجليزية)
- دورثي داندريج على موقع ألو سيني (الفرنسية)
- دورثي داندريج على موقع ميوزك برينز (الإنجليزية)
- دورثي داندريج على موقع تيرنر كلاسيك موفيز (الإنجليزية)
- دورثي داندريج على موقع أول موفي (الإنجليزية)
- دورثي داندريج على موقع قاعدة بيانات برودواي على الإنترنت (الإنجليزية)
- دورثي داندريج على موقع قاعدة بيانات الأفلام السويدية (السويدية)
- دورثي داندريج على موقع إن إن دي بي (الإنجليزية)
- دورثي داندريج على موقع أول ميوزيك (الإنجليزية)

1. ↑   https://books.google.it/books?id=IjAJ7Wl1voUC&pg=PA70&redir_esc=y#v=onepage&q&f=false. {{استشهاد ويب}}: |url= بحاجة لعنوان (مساعدة) والوسيط |title= غير موجود أو فارغ (من ويكي بيانات) (مساعدة)
2. ↑  Jessie Carney Smith, Notable Black American Women (بالإنجليزية), QID:Q105958972
3. ↑  BlackPast.org (بالإنجليزية), QID:Q30049687
4. ↑  Eileen Southern (1982), Biographical Dictionary of Afro-American and African Musicians (بالإنجليزية), Greenwood Publishing Group, OL:24704075M, QID:Q51333926
5. ↑  MusicBrainz (بالإنجليزية), MetaBrainz Foundation, QID:Q14005
6. ↑  Bob McCann (2010). Encyclopedia of African-American actresses in film and television. McFarland & company. ص. 87–90. مؤرشف من الأصل في 2019-11-08. اطلع عليه بتاريخ 2011-01-29.
7. ↑  Taylor، Quintard؛ Wilson Moore؛ Shirley Ann (2003). African American Women Confront the West. University of Oklahoma Press. ص. 239. ISBN:0-8061-3524-7.